# Quaestus noltei
Quaestus noltei es una especie de escarabajo del género Quaestus, familia Leiodidae. Fue descrita por Henri Coiffait en 1965.

## Distribución
Se encuentra en España.